# Eumerus argentipes
Eumerus argentipes là một loài ruồi trong họ Ruồi giả ong (Syrphidae). Loài này được Walker mô tả khoa học đầu tiên năm 1861. Eumerus argentipes phân bố ở miền Đông phương